# STN 디스플레이

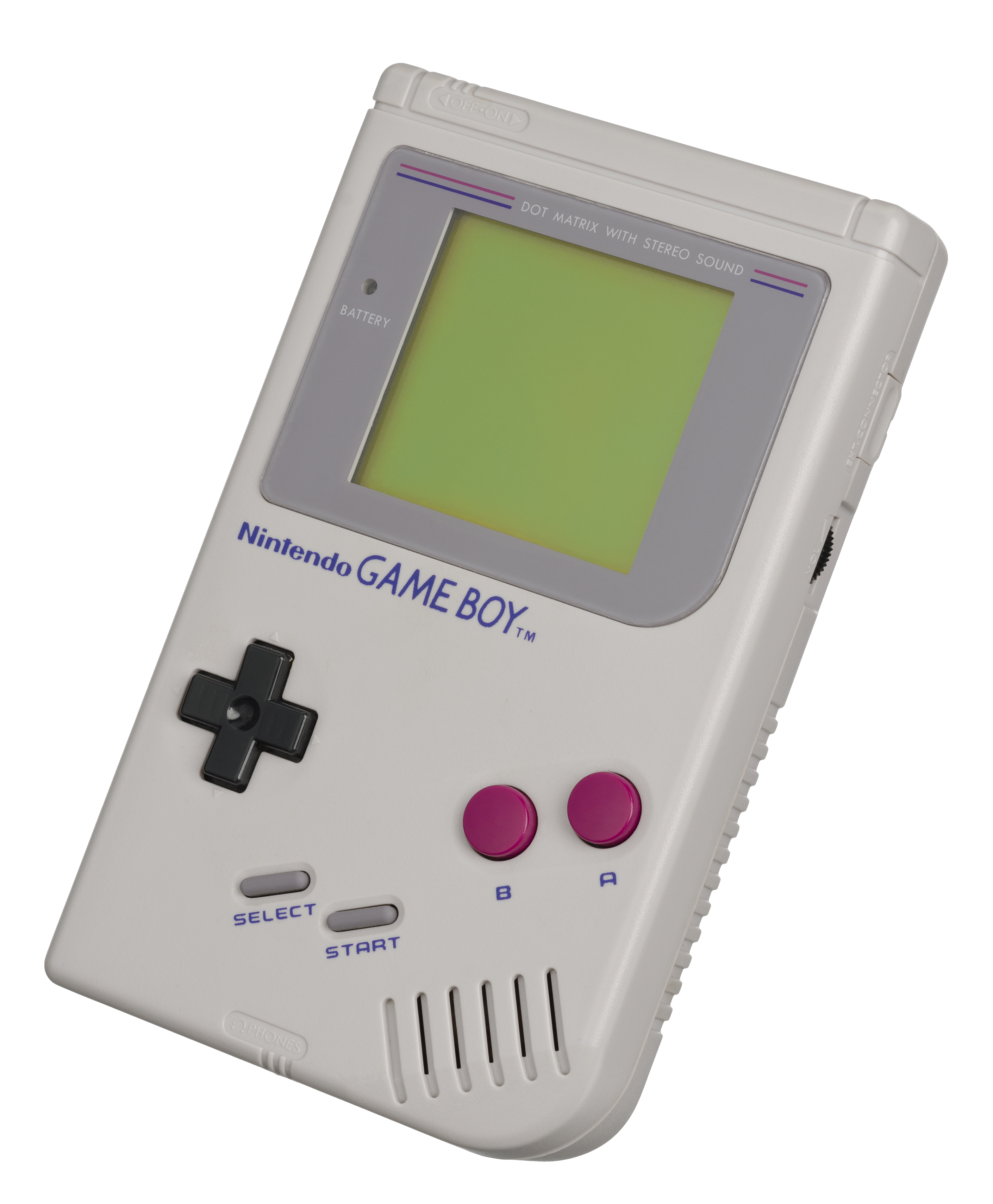
STN 화면을 사용한 오리지널 게임보이

STN 디스플레이(STN display, super-twisted nematic)는 LCD(액정 디스플레이)의 일종이다. LCD는 액정을 사용하여 전기장에 노출되면 특성이 바뀌는 평면 디스플레이로, 이를 통해 이미지를 생성할 수 있다. 이러한 변화를 트위스트 네마틱(TN) 전계 효과라고 한다. 이전 TN 디스플레이는 액정 분자를 90도 각도로 비틀었다. STN 디스플레이는 액정 분자를 일반적으로 180도에서 270도 사이의 훨씬 더 큰 각도로 비틀어 이를 개선했다. 이를 통해 더 선명한 이미지와 패시브 매트릭스 어드레싱이 가능해지며, LCD의 픽셀을 제어하는 더 간단한 방법이 된다.
STN 디스플레이는 한때 다양한 전자 장치에서 흔히 볼 수 있었지만 이제는 TFT(박막 트랜지스터 액정 디스플레이) 디스플레이로 대체되었다.